# Frank Adonis
Pour les articles homonymes, voir Adonis.
Frank Adonis, nom de scène de Frank Testaverde Scioscia, est un acteur et réalisateur américain né le 27 octobre 1935 à New York (État de New York) et mort le 26 décembre 2018 à Las Vegas dans le Nevada.

## Biographie
Frank Adonis est né dans le quartier de Brooklyn à New York. 
Scioscia commence sa carrière en 1971. Il est habitué aux seconds rôles de gangsters.

## Filmographie

### comme acteur
- 1971 : French Connection (The French Connection) de William Friedkin
- 1974 : Crazy Joe de Steven Knight : Falco Family Soldier Gate Guard
- 1974 : Lucky Luciano de Francesco Rosi : le tueur de Gene Giannini à New York
- 1978 : Les Yeux de Laura Mars (Eyes of Laura Mars) d'Irvin Kershner : Sal Volpe
- 1980 : Raging Bull de Martin Scorsese : Patsy
- 1981 : Wolfen de Michael Wadleigh : Scola
- 1987 : Wall Street d'Oliver Stone : Charlie
- 1988 : Spike of Bensonhurst (en) de Paul Morrissey : Vinaca
- 1990 : The King of New York (King of New York) d'Abel Ferrara : Paul Calgari
- 1990 : Les Affranchis (Goodfellas) de Martin Scorsese : Anthony Stabile
- 1992 : Bad Lieutenant d'Abel Ferrara : Large
- 1993 : True Romance de Tony Scott : Frankie
- 1994 : Finding Interest de Samer Daboul et Trevor Sands : le parrain
- 1994 : Ace Ventura, détective pour chiens et chats (Ace Ventura: Pet Detective) de Tom Shadyac : Vinnie
- 1995 : Casino de Martin Scorsese : Rocky
- 1996 : La Jurée (The Juror) de Brian Gibson : DeCicco
- 1998 : One Deadly Road
- 1998 : Rose Mafia (Mob Queen) de Jon Carnoy : Maderiaga
- 1999 : Ghost Dog, la voie du samouraï (Ghost Dog: The Way of the Samurai) de Jim Jarmusch : le garde du corps de Valerio
- 1999 : Black and White de James Toback : Frank
- 2002 : High Times Potluck (en) d'Alison Thompson : Frank
- 2004 : Mafioso: The Father, the Son d'Anthony Caldarella : Luca Veneri

### comme réalisateur
- 1998 : One Deadly Road